# Ellisella

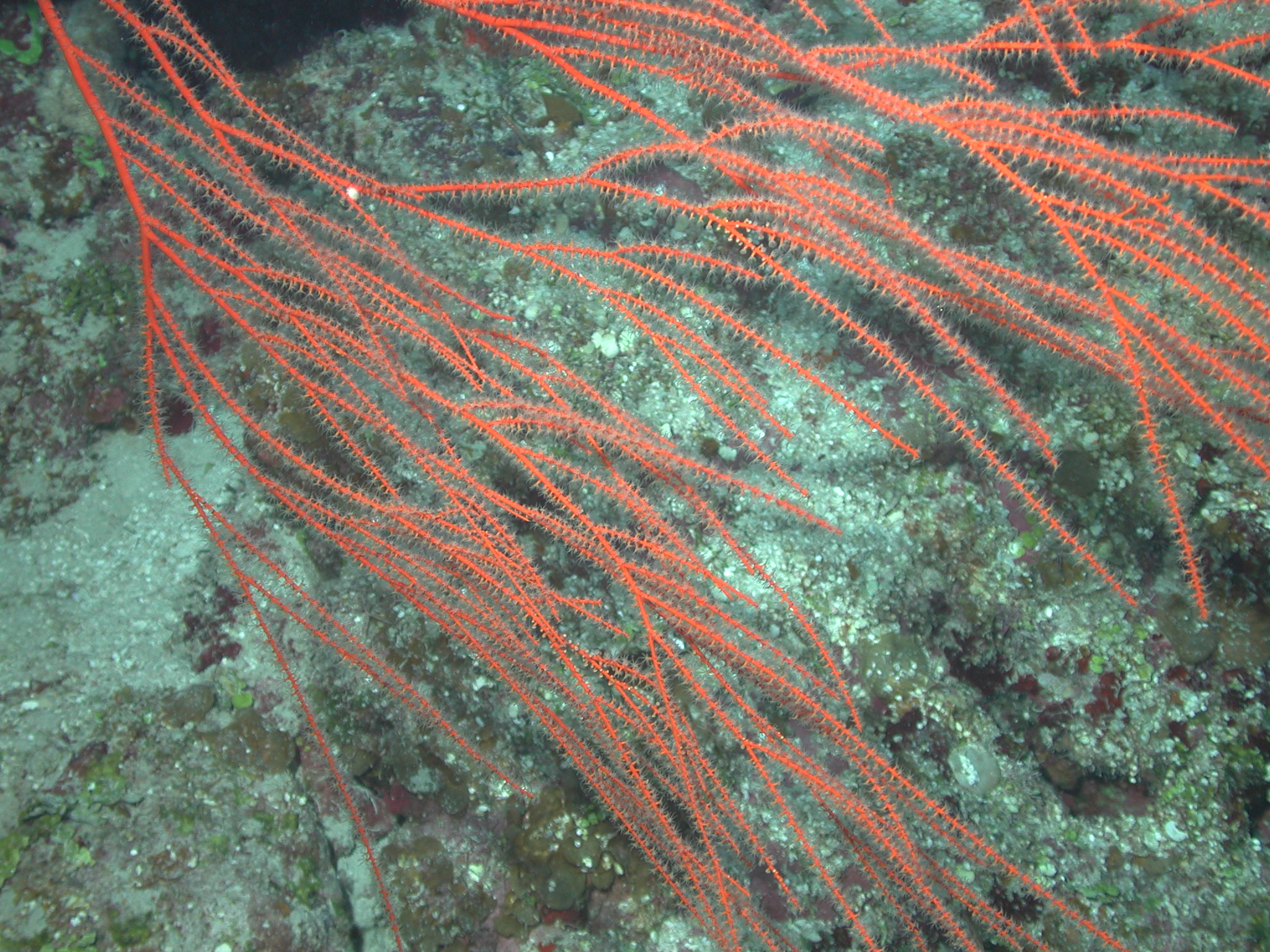
Colonia de Ellisella schmitti

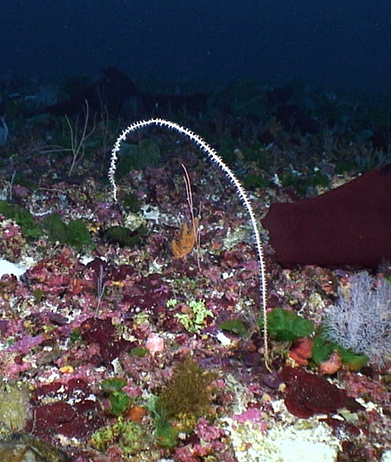
Ellisella sp frecuenta fondos profundos

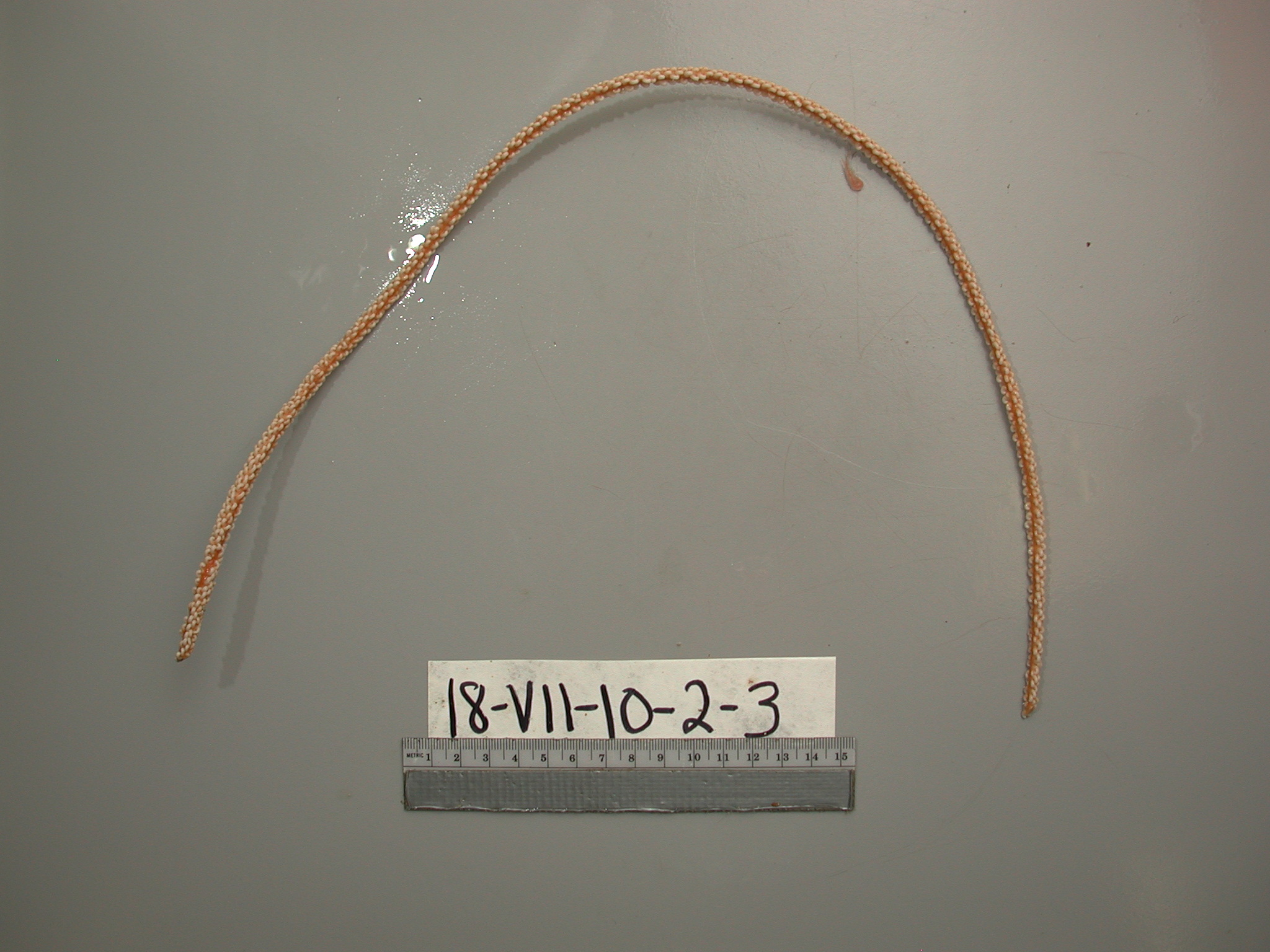
Ellisella barbadensis

Ellisella es un género de gorgonias marinas perteneciente a la familia Ellisellidae, del orden Alcyonacea. 
Sus especies se denominan látigos de mar, por la forma alargada de sus finas ramas, que pueden alcanzar los 2 metros de altura. La especie E. paraplexauroides, al distribuirse también en el Mediterráneo, es la gorgonia marina de mayor tamaño de Europa.

## Morfología
Las colonias conforman estructuras sin ramificar o de pocas ramas, de 1 a 2 cm de diámetro, y hasta 2,4 metros de alto en algunas especies. La estructura del axis, o eje, se compone de material calcáreo y gorgonina, una sustancia proteínica córnea que le proporciona flexibilidad, y no tiene el centro hueco, como las especies del suborden Holaxonia. 
Los pólipos tienen entre 1 y 2 mm de diámetro, y cuentan con 8 tentáculos. Normalmente de color amarillo o blanco, sobresalen en las ramas, espaciados irregular o biserialmente, según la especie. El color del cenénquima, o tejido común de la colonia, que reviste el esqueleto y los cálices de los pólipos, puede ser rojo, naranja, púrpura, gris o blanco.
Tanto el fino cenénquima como los pólipos, tienen escleritas cálcicas para reforzar su consistencia.

## Especies
El Registro Mundial de Especies Marinas acepta las siguientes especies en el género:
- Ellisella acacesia (Grasshoff, 1999)
- Ellisella andamanensis (Simpson, 1910)
- Ellisella atlantica (Toeplitz, 1910)
- Ellisella aurantiaca (Thomson & Henderson)
- Ellisella azilia (Grasshoff, 1999)
- Ellisella barbadensis (Duchassaing & Michelotti, 1864)
- Ellisella candida (Ridley, 1882)
- Ellisella ceratophyta (Linnaeus, 1758)
- Ellisella cercidia (Grasshoff, 1999)
- Ellisella ceylonensis (Simpson, 1910)
- Ellisella cylindrica (Toeplitz, 1919)
- Ellisella divisa (Thomson & Henderson, 1905)
- Ellisella dolfusi (Stiasny, 1938)
- Ellisella elongata (Pallas, 1766)
- Ellisella erythraea (Kükenthal, 1913)
- Ellisella eustala (Grasshoff, 1999)
- Ellisella filiformis (Toeplitz, 1889)
- Ellisella flagellum (Thomson & Russell, 1910)
- Ellisella flava (Nutting, 1910)
- Ellisella funiculina (Duchassaing & Michelotti, 1864)
- Ellisella gracilis (Wright & Studer, 1889)
- Ellisella grandiflora (Deichmann, 1936)
- Ellisella grandis (Verrill, 1901)
- Ellisella gruveli (Stiasny, 1936)
- Ellisella laevis (Verrill, 1865)
- Ellisella limbaughi (Bayer, 1960)
- Ellisella maculata (Studer, 1878)
- Ellisella marisrubri (Stiasny, 1938)
- Ellisella moniliformis (Lamarck, 1816)
- Ellisella nivea (Bayer & Grasshoff, 1995)
- Ellisella nuctenea (Grasshoff, 1999)
- Ellisella paraplexauroides Stiasny, 1936
- Ellisella plexauroides (Toeplitz, 1919)
- Ellisella quadrilineata (Simpson, 1910)
- Ellisella rigida (Toeplitz, 1910)
- Ellisella rosea (Bayer & Grasshoff, 1995)
- Ellisella rossafila (Grasshoff, 1999)
- Ellisella rubra (Wright & Studer, 1889)
- Ellisella schmitti (Bayer, 1961)
- Ellisella thomsoni (Simpson, 1910)
- Ellisella vaughani Stiasny, 1940
- Ellisella vermeuleni (Stiasny, 1936)

## Hábitat y distribución
Frecuentan laderas exteriores y muros de arrecifes de coral, y fondos rocosos profundos, enterrados en sedimentos o anclados a rocas. 
Su rango de profundidad está entre 2 y 686 m, y su rango de temperatura entre 6.61 y 28.89 °C.
Se distribuyen en aguas tropicales y templadas de los océanos Atlántico, Índico y Pacífico.

## Alimentación
Al localizarse a grandes profundidades, carecen de algas simbiontes zooxantelas para su alimentación, como la mayoría de corales, por lo que se alimentan de las presas de microplancton, que capturan con sus minúsculos tentáculos, así como de materia orgánica disuelta en la columna de agua.